# Маунт Елберт
Планина Елберт је највиши врх Стеновитих планина у Северној Америци, а такође и највиша тачка у Америчкој савезној држави Колорадо. Његова висина је 4401 м. налази се у планинском ланцу Савач (енгл. Sawatch Range). Планина је добила име по Америчком државнику Самуелу Алберту (енгл. Samuel Hitt Elbert) који је једно време био гувернер државе Колорадо (енгл. Colorado).
Налази се  око 19,5 км од града Лидвил и око 200 км источно од Денвера. Познати скијашки центар Аспен (Колорадо) (енгл. Aspen) је 64 км западно.

## Флора и Фауна
На самом врху Планине Елберт је Алпски амбијент са ниским растињем, испод на падинама планине су густе мешовите шуме разних
врста борова, смреке и јела. Од животињских врста ту се могу наћи Амерички црни медвед, Северно Амерички јелени,  мрмот и друге врсте глодара. Такође током лета падине планине су дом за Америчког муфлона, Вапити јелене, тетребе и Дивље ћурке.